# Palazzo Ragni

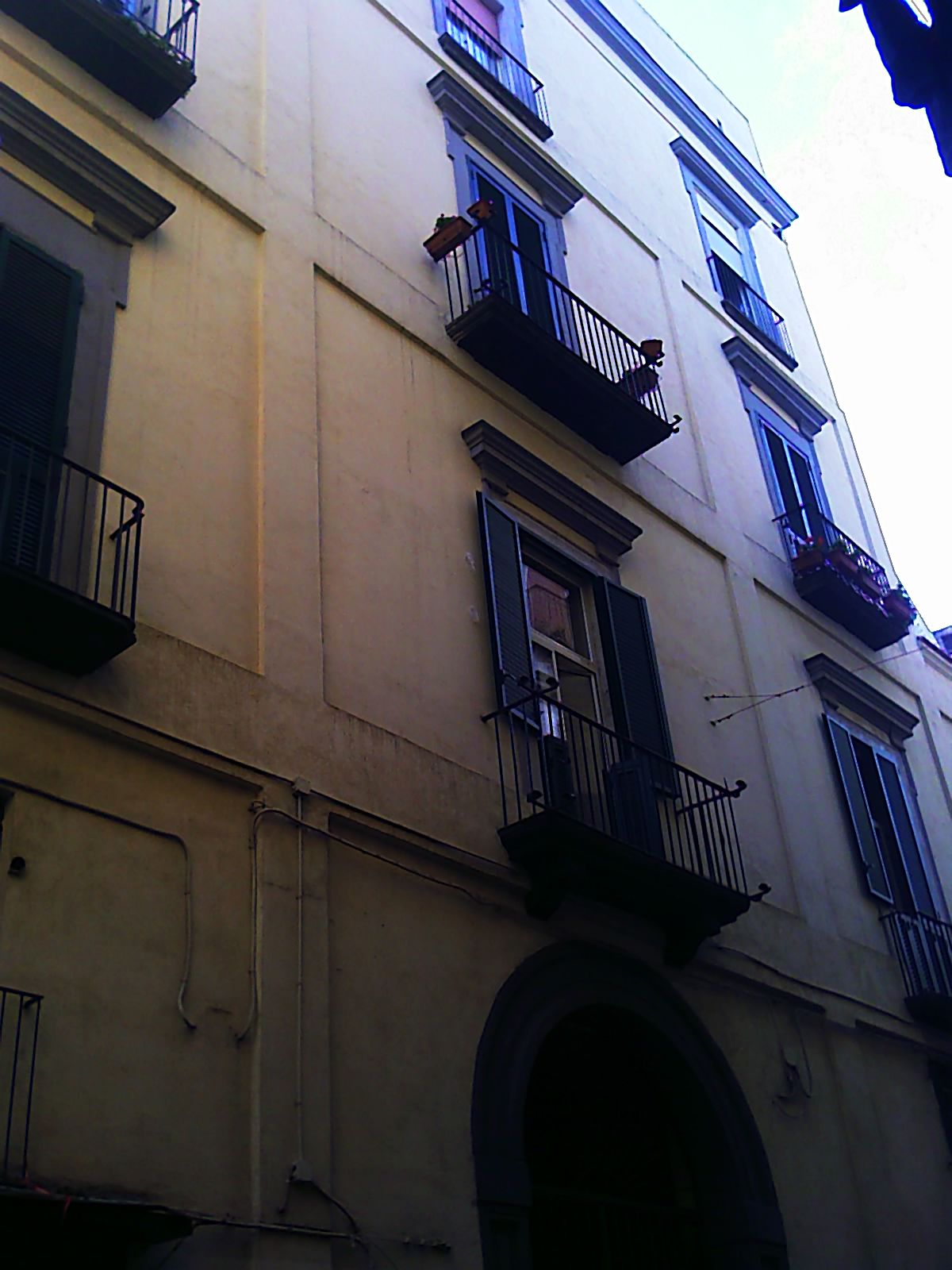
Palazzo Ragni in Neapel: Fassade

Der Palazzo Ragni ist ein Barockpalast aus dem 16. Jahrhundert im Viertel Avvocata in Neapel in der italienischen Region Kampanien. Er liegt in der Via Materdei.

## Geschichte
Der Palast stammt aus dem 16. Jahrhundert, wie auf dem Eingangsportal steht. Im Jahre 1734 wurde er von Giovan Battista Nauclerio vollständig im Stile des Barock überarbeitet. Zu dieser Zeit wurde auch der Garten hinter dem Haus angelegt und die offene Treppe an der Rückseite des Innenhofes eingebaut, die als Verbindungsstück zwischen dem Hof und dem Garten fungierte.
Im Laufe der Jahrhunderte ging der Garten durch den Bau weiterer spekulativer Häuser verloren, die das gesamte Gebiet überschwemmten. Der Bau des Aufzuges im 20. Jahrhundert, der die gesamte linke Seite der offenen Treppe verdeckt, hat den Anblick des Innenhofes verdorben.

## Beschreibung
Die Fassade des Gebäudes ist sehr einfach gehalten und durch das Portal in Piperno aus dem 16. Jahrhunderts gekennzeichnet. Die Fassade ist durch sieben vertikale und horizontale Mauerstege aufgeteilt, die zwei Reihen Fenster mit Stuckrahmen und Gebälken einrahmen. Später wurde ein weiteres Stockwerk aufgebaut. Der kleine Innenhof vermittelt den Zugang zur Treppe und zum Nebenhof rechts des Atriums. Die offene Treppe mit drei Bögen je Stockwerk, wobei der mittlere jeweils niedriger ist, im Stile Sanfelices war ursprünglich zum rückwärtigen Garten hin offen.

## Galeriebilder

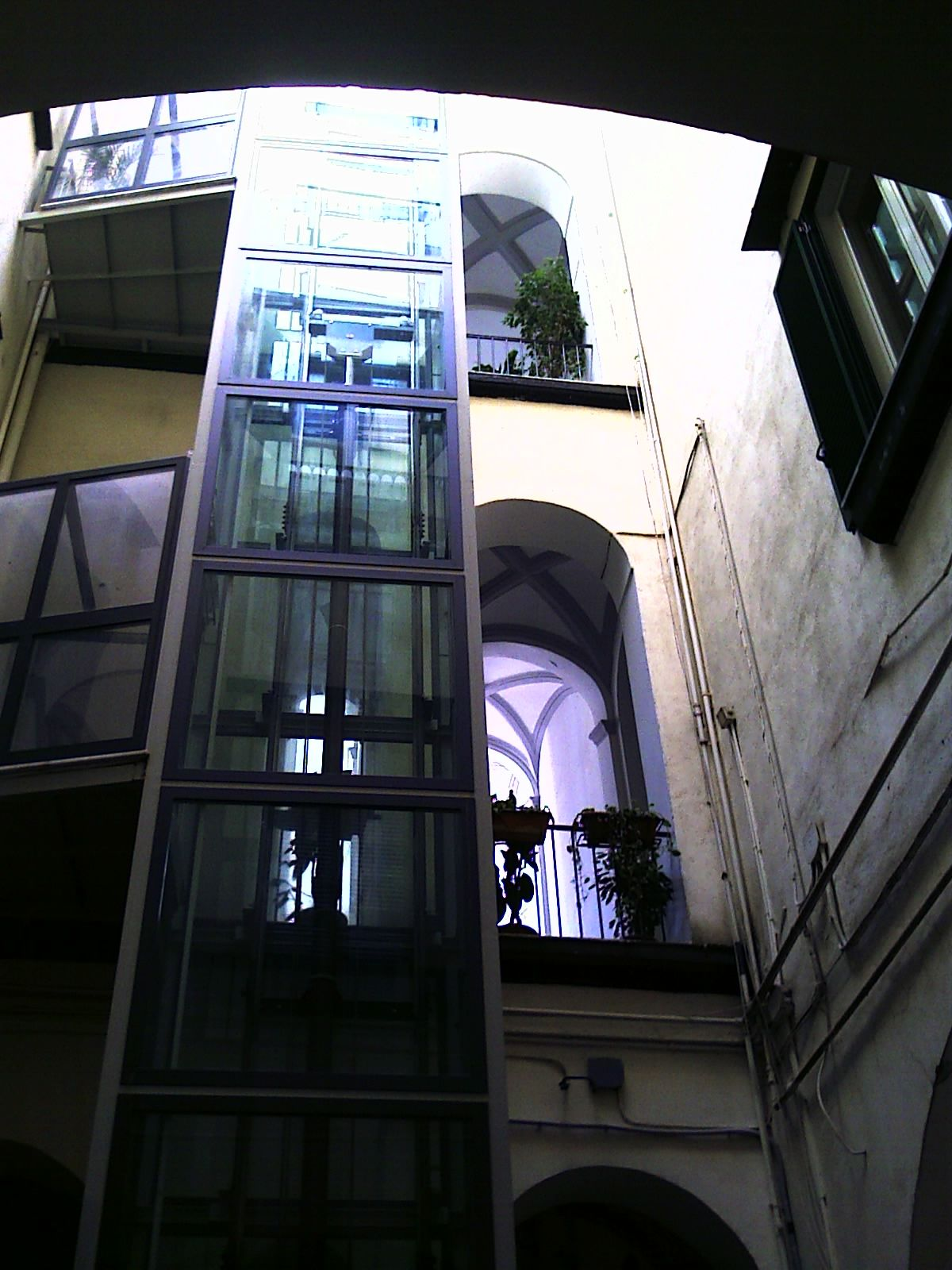
Offene Treppe mit Aufzug
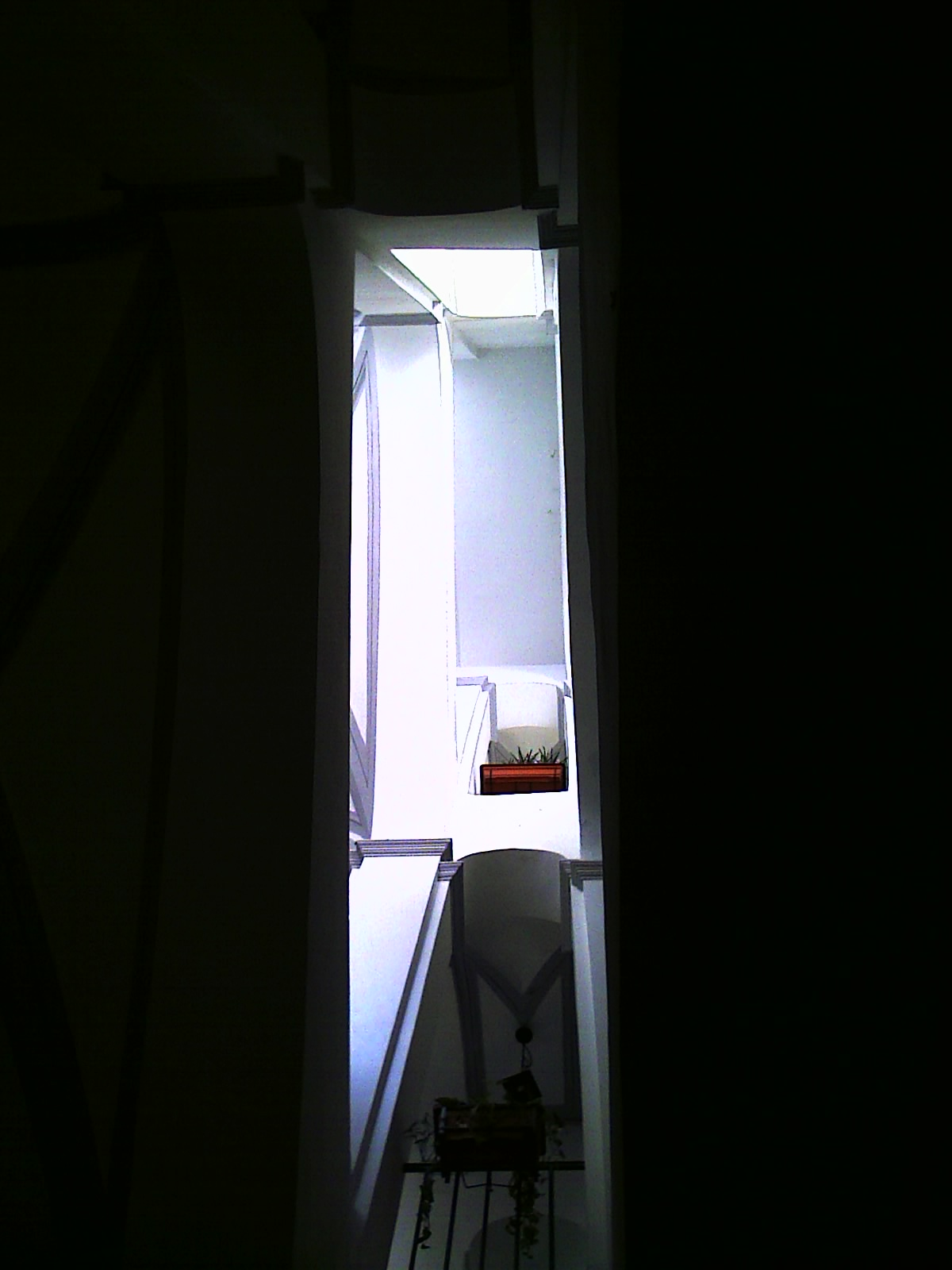
Brunnen im Treppenhaus